# 長老院 (ソマリランド)
ソマリランドの長老院 (House of Elders, ソマリ語: Golaha Guurtida, アラビア語: مجلس الشيوخ) はソマリ語で「グルティ (guurti)」とも言われ、各国における上院に相当する。議員はいわゆる長老であり、伝統的な氏族の族長が多い。
1993年に制度化されて以来、全面的な改選はされておらず、議員が死亡した時には議席が世襲されることが多い。それに対してソマリランドの下院にあたる代議院の議員は公選される。
ソマリランド憲法によれば、長老院には代議院の決議を否決する権限があるものの、代議院の3分の2以上の賛成で再可決されれば代議院の意思が優先される。
ソマリランドの政治形態はまだ安定しているとは言い難く、代議院の任期は憲法で5年とされているものの、実際の議員選挙は各種事情で2005年、2021年の2回しか行われていない。代議院の任期延長に関して長老院は重要な役割を果たしている。また、大統領の任期も5年とされているが、過去に必ず任期が延長されており、これにも長老院は重要な役割を果たしている。

## 歴史
ソマリランド長老院の前身に当たる長老会議「グルティ」は、ソマリランド建国のはるか前から存在していた。ただし、事案が発生するたびに関係氏族の長老が集まる形のもので、制度化はされておらず、常設の組織でもなかった。
1991年、ソマリア北西部に住むイサック氏族主体の軍閥「ソマリ国民運動 (SNM)」がソマリランド共和国の建国を宣言した。しかし軍閥による支配では国内がまとまらず、1993年にSNMは各氏族の長老に派閥間の調停を依頼した。長老たちはグルティを開き、シェイク・イブラヒム・シェイク・ユスフ・シェイク・マダーがグルティの代表となった。
1993年にボラマで行われた「国民和解の大会議」にてグルティは長老院として制度化され常設されることとなり、82人の議員がソマリランドの各地から選出された。そして長老院は新しいソマリランド大統領にイブラヒム・エガルを指名した。ただしこの時には150人の長老が投票している:406。
1997年の暫定憲法で、長老院の任期は6年と決まった。2001年に発効したソマリランド憲法にも長老院について明記された。
2003年に長老院は任期切れとなったが、大統領令によって「代議院の任期の1年後」と変更された。代議院の任期も2003年5月に切れたが、長老院は代議院の任期を2年延長することを決定した。2005年に代議院選挙が行われたので、長老院の任期は2006年になった。しかし2006年5月、長老院自身が長老院の任期を4年延長すると決定した。
ソマリランド憲法に定められた大統領任期は5年だったが、2008年4月、長老院は大統領任期を1年延長したいという大統領の要請を承認した。その後、選挙管理委員会が技術的課題が残っているとしてさらに1年の延長を要請し、長老院はこれも承認した。結局大統領選は2年遅れの2010年6月に行われ、ダヒル・リヤレ・カヒンが当選した。
2010年9月、長老院は自身の任期を3年8ヵ月延長、さらに代議院の任期を2年8か月延長した。2013年4月、長老院は5月に任期切れとなる代議院の任期を2015年まで延長すると決定した。これにより、長老院の任期は2016年まで延長されることになった。
2015年5月16日、長老院は自身の任期を2018年6月まで延長すると発表した。さらに同じく2015年に任期が切れるダヒル・リヤレ・カヒン大統領の任期を2年間延長すると発表した。選挙管理委員会はその数日前に技術的理由から大統領選挙の1年延長を発表しており、それに対する挑戦と見なす人もいた（結局、大統領選挙は2017年11月に実施され、ムセ・ビヒ・アブディが当選した）。
2017年11月、長老院は代議院議会選挙を2019年まで延期すると発表した。長老院はさらに2019年1月、選挙の延期を発表した。この時は一旦、代議院の選挙は2022年1月、長老院の改選は2023年1月と決められた。これに対して国際連合ソマリア支援ミッション(UNSOM)は懸念を表明。
2020年7月、ソマリランドの主要3党が選挙方法について合意に達し、長老院は10月にこれに基づいた議会選挙と地方選挙を実施する協定に署名した。これにより、11月から選挙を開始し、2021年2月に新大統領が選出される見込みとなった。選挙管理委員会は予定通り2020年11月から有権者登録を開始した。
2021年1月、選挙管理委員会は5月31日に国会議員選挙と地方議員選挙の同時選挙を実施する案を大統領に提出し、大統領は了承。2021年2月、長老院も満場一致で同意した。

## 議長
- シェイク・イブラヒム・シェイク・ユスフ・シェイク・マダー（英語版） - 1993年から。2004年7月に死亡退職。
- サレバン・マハムド・アダン（英語版） - 2004年8月から現職。

## 評価
2021年5月、ソマリランド正義開発党の党首ファイサル・アリ・ワラベは長老院に対して「長老院議員が亡くなると息子が後を継ぐ仕組みになっており、民主的ではない」と評している。